# Amerotyphlops amoipira
Espèce
Synonymes
- Typhlops amoipira Rodrigues & Juncá, 2002

Statut de conservation UICN

 LC  : Préoccupation mineure
Amerotyphlops amoipira est une espèce de serpents de la famille des Typhlopidae. 

## Répartition
Cette espèce est endémique du Brésil. Elle se rencontre dans les États de Bahia et du Minas Gerais.

## Description
L'holotype d'Amerotyphlops amoipira mesure 212 mm dont 4 mm pour la queue. Son dos est brun crème peu pigmenté et présente une légère réticulation brun foncé dans la partie antérieure du corps et sur la queue.

## Étymologie
Son nom d'espèce lui a été donné en l'honneur des Amoipira, une tribu tupis qui vivait dans la région au XVIe siècle et qui se serait éteinte à la fin du XVIIe siècle.

## Publication originale
- Rodrigues & Juncá, 2002 : Herpetofauna of the quaternary sand dunes of the middle Rio São Francisco: Bahia: Brazil. VII. Typhlops amoipira sp. nov., a possible relative of Typhlops yonenagae (Serpentes, Typhlopidae). Papéis Avulsos de Zoologia, vol. 42, p. 323-331 (texte intégral).